# Relations entre l'Abkhazie et le Vanuatu
Les relations entre l'Abkhazie et le Vanuatu constituent les relations étrangères bilatérales entre la République d'Abkhazie et la République de Vanuatu.
Les relations bilatérales entre l'Abkhazie et le Vanuatu commencent lorsque le Vanuatu reconnait l'indépendance de l'Abkhazie le 23 mai 2011. Ce jour-là, une déclaration conjointe sur l'établissement de relations diplomatiques est signée,. Cependant, la nature exacte de la reconnaissance est un sujet de litige qui n'est régularisée qu'en juillet 2013. Au fil des ans et dans le cadre du jeu de pouvoir national au sein du gouvernement de Vanuatu, la reconnaissance oscille. En 2019, le ministre des Affaires étrangères de Vanuatu "confirme le soutien de Vanuatu à la souveraineté et à l'intégrité territoriale de la Géorgie" et retire effectivement la reconnaissance de l'Abkhazie de la part du Vanuatu.
Le Vanuatu est le cinquième État membre de l'ONU à reconnaître l'Abkhazie, et le premier à ne pas reconnaître également l'indépendance de l'Ossétie du Sud.

## Historique

### Établissement initial des relations (mai 2011)
Le 23 mai 2011, la présidente des mouvements coutumiers et politiques Nagriamel et John Frum, la cheffe suprême Te Moli Venaos Mol Saken Goiset, publie une déclaration de reconnaissance au peuple d'Abkhazie. Une semaine plus tard, le Gouvernement de Vanuatu présente ses condoléances à l'Abkhazie pour le décès du président Sergueï Bagapch. Le Vanuatu assure au Gouvernement abkhaze que les fondations posées par le défunt président dans l'établissement de relations politiques et économiques entre les États continueront de prospérer. Le même jour, dans une interview accordée à Russia Today, Maxim Gvinjia, le ministre abkhaze des Affaires étrangères, annonce que le Vanuatu reconnaît l'indépendance de l'Abkhazie et que des relations diplomatiques sont établies,,. L'accord diplomatique est signé le 23 mai 2011 par les premiers ministres d'Abkhazie Sergey Shamba et de Vanuatu Sato Kilman, il établit notamment un régime de voyage sans visa entre les deux pays,,,. Selon Gvinjia, le document est échangé par voie aérienne et est négocié en secret sur une période de plusieurs mois.
Malgré un premier démenti le 3 juin du représentant permanent du Vanuatu auprès de l'ONU, Donald Kalpokas, la reconnaissance de l'Abkhazie par le Vanuatu est confirmée par son gouvernement le 7 juin et une copie de l'accord est publiée,.

### Tentative de retrait de reconnaissance par Natapei (juin 2011) et confirmation ultérieure
Le 16 juin, le juge en chef Vincent Lunabek de Vanuatu statue sur l'élection de Sato Kilman en décembre 2010 au poste de Premier ministre. Celle-ci n'ayant pas eu lieu au scrutin secret, elle viole l'article 41 de la constitution, ce qui provoque la réintégration d'Edward Natapei au poste de premier ministre par intérim,. Le 17 juin, le premier ministre par intérim' annonce qu'il retire la reconnaissance de Vanuatu pour l'Abkhazie et qu'il chercherait à établir des relations avec la Géorgie,,,,. Cependant, une semaine plus tard, Sato Kilman est réélu premier ministre, et dans une note datée du 1er juillet 2011, le ministre des Affaires étrangères de Vanuatu, Alfred Carlot, informe le gouvernement d'Abkhazie que le Cabinet de Vanuatu a "voté en faveur du soutien à la République d'Abkhazie dans l'établissement de relations diplomatiques et financières". La note réitère également que le mémorandum original signé le 23 mai par les premiers ministres des deux pays "reste en vigueur malgré l'annonce précédente". La reconnaissance de l'Abkhazie par le Vanuatu est de nouveau confirmée le 12 juillet par Carlot, qui exprime le "désir de Vanuatu d'établir des relations diplomatiques avec l'Abkhazie", et le 7 octobre par le gouvernement de Vanuatu,.

### Échanges entre l'Abkhazie et le Vanuatu
Te Moli Venaos Mol Saken (Thi Tam) Goiset, l'une des plus ferventes partisanes de la reconnaissance par Vanuatu de l'indépendance de l'Abkhazie, est nommé ambassadrice de Vanuatu pour l'Abkhazie et d'autres pays, dont la Russie.
Le 12 juillet 2011, l'ambassadeur d'Abkhazie dans la région Asie-Pacifique, Juris Gulbis, déclare que l'Abkhazie et le Vanuatu prévoient de signer un accord-cadre de coopération dans les domaines de la culture, du commerce et du secteur bancaire. Selon lui, le gouvernement de Vanuatu confirme à deux reprises l'établissement de relations diplomatiques avec l'Abkhazie et son intention de contribuer au développement de relations amicales entre les deux États.
Le 30 juillet 2011, le ministre abkhaze des Affaires étrangères, envoie une note de félicitations à l'occasion de la célébration de la fête de l'indépendance au Vanuatu, disant : "Je voudrais surtout noter une tendance positive qui se dégage dans les relations entre nos pays. J'espère que notre relation continuera de se renforcer et de se développer de la même manière bénéfique.".
Le 28 septembre 2011, Thi Tam Goiset, ambassadrice désignée en Abkhazie du Vanuatu, félicite le nouveau président abkhaze Alexandre Ankvab pour son investiture.
En janvier 2012, il est signalé que l'Abkhazie prévoit d'exporter du vin au Vanuatu.

### Etablissement de relations diplomatiques avec la Géorgie (2013)
Le 18 mars 2013, Johnny Koanapo, directeur général des affaires étrangères de Vanuatu, déclare que des relations diplomatiques n'ont jamais été établies avec l'Abkhazie. Il déclare qu'"il y a eu une confusion sur ce que le gouvernement avait l'intention de faire, sur ce qui était simplement une lettre indiquant qu'il pourrait y avoir une intention d'établir des relations avec l'Abkhazie. Mais à ce stade, il n'y a aucune action à ce sujet et il n'y a pas décision",,. Le ministère des Affaires étrangères d'Abkhazie répond par une déclaration affirmant qu'il n'a "reçu aucune notification officielle de la rupture des relations diplomatiques entre les deux pays" et que "la reconnaissance de la République d'Abkhazie est irréversible",.
Le 20 mai 2013, la Géorgie affirme que Moana Carcasses Kalosil, le nouveau Premier ministre de Vanuatu, confirme que le Vanuatu a retiré sa reconnaissance de l'Abkhazie,,. Cependant, le lendemain, le vice-ministre abkhaze des affaires étrangères, Irakli Khintba, répond en déclarant qu'aucune décision d'annuler les relations diplomatiques entre l'Abkhazie et Vanuatu n'a été prise et que les déclarations de Kalosil ne sont que son point de vue personnel qui n'est pas le résultat d'une décision officielle de le gouvernement,.
Le 12 juillet 2013, la Géorgie et le Vanuatu signent un accord sur l'établissement de relations diplomatiques et consulaires. L'accord, qui est signé au siège des Nations unies, stipule : "la République de Vanuatu reconnaît l'intégrité territoriale de la Géorgie à l'intérieur de ses frontières internationalement reconnues, y compris ses régions: la République autonome d'Abkhazie et la région de Tskhinvali/Ossétie du Sud". Alors que le président géorgien Mikheil Saakachvili remercie le gouvernement de Vanuatuan pour le retrait de sa reconnaissance, le ministre des Affaires étrangères de l'Abkhazie, Viacheslav Chirikba, insiste sur le fait que Vanuatu n'a pas officiellement retiré sa reconnaissance de l'Abkhazie.

### Reprise des relations entre l'Abkhazie et le Vanuatu (2015)
Le 30 mars 2015, lors d'une visite du ministre des Affaires étrangères de Vanuatu, Sato Kilman, à Moscou pour discuter de l'aide à la suite du cyclone Pam, il rencontre son homologue abkhaze Viacheslav Chirikba. Les deux responsables expriment leur désir de renforcer les relations bilatérales, et Chirikba exprime ses condoléances et offre l'aide de l'Abkhazie pour des secours à la suite de la catastrophe. Le 31 mars, Kilman est interrogé par RIA Novosti concernant la reconnaissance de l'Abkhazie. Il répond que "rien n'a changé" en ce qui concerne la reconnaissance de l'Abkhazie par le Vanuatu en 2011, mais que le gouvernement Carcasses a décidé d'établir des relations diplomatiques avec la Géorgie plutôt qu'avec l'Abkhazie. Il ne considère pas les relations diplomatiques avec l'Abkhazie et la Géorgie comme incompatibles, et espère que les relations diplomatiques avec l'Abkhazie seront bientôt formalisées. En juin 2015, Kilman est limogé de son poste de ministre des Affaires étrangères, en partie à la suite de cette intervention, le Premier ministre Joe Natuman clarifiant à nouveau la position du gouvernement selon laquelle "l'Abkhazie fait partie de la Géorgie",. Cependant, la semaine suivante, Kilman remplace Natuman au poste de Premier ministre.

### Confirmation par le Vanuatu de l'intégrité territoriale de la Géorgie (2019)
Le 14 mars 2019, le ministre des Affaires étrangères de Vanuatu, Ralph Regenvanu, rencontre son homologue géorgien David Zalkaliani à Tbilissi. Alors que les deux parties se sont engagées à approfondir les relations bilatérales, Regenvanu "confirme le soutien de Vanuatu à la souveraineté et à l'intégrité territoriale de la Géorgie", selon le ministère géorgien des Affaires étrangères. Zalkaliani commente "Nous sommes reconnaissants à la République de Vanuatu de poursuivre la politique de non-reconnaissance de la soi-disant indépendance des régions occupées de la Géorgie, en pleine conformité avec les normes et principes fondamentaux du droit international". Le lendemain, Regenvanu visite la ligne de conflit et un mémorandum de coopération est signé entre les deux parties.
Sur la ligne de front Regenvanu déclare: "Le Vanuatu a toujours reconnu l'intégrité territoriale de la Géorgie. En 2011, nous avons eu un ministre qui a exprimé une position différente. À mon avis, il a été influencé par certains individus et a reconnu l'indépendance de l'Ossétie du Sud et de l'Abkhazie. Sa décision n'était pas une position officielle de l'État". En d'autres termes, le ministre lève tout doute sur le statut de la reconnaissance.

## Résolutions des Nations unies sur le retour des déplacés géorgiens
Depuis la première présentation par la Géorgie en 2009 à l'Assemblée générale des Nations unies d'une résolution sur le "statut des personnes déplacées et des réfugiés d'Abkhazie, Géorgie, et de la région de Tskhinvali/Ossétie du Sud en Géorgie", le Vanuatu soutient cette résolution qui revient chaque année, contrairement à tous les autres membres de l'ONU qui reconnaissent l'indépendance de l'Abkhazie,,. Ce n'est qu'en 2015 que le pays s'abstient lors de ce vote, précisément alors au moment où il a des problèmes gouvernementaux concernant la reconnaissance.

## Accords internationaux
- Déclaration conjointe sur l'établissement de relations diplomatiques[1],[2]
- Accord sur le régime de voyage sans visa[9]
- Accord de coopération dans le domaine de la culture, du commerce et du secteur bancaire (en préparation)[25]